# Mechanistisches Weltbild
Das mechanistische Weltbild (auch: Mechanizismus, Mechanistik,  mechanistische Weltanschauung oder Mechanismus) bezeichnet eine philosophische Position oder Anschauung über die Natur, die ihre Bedeutung erst mit Beginn der neuzeitlichen Naturwissenschaften erhalten hat, allem voran seit Beginn der Klassischen Mechanik. Im allgemeinen Sinn, hier verstanden als gemeinsame Schnittmenge verschiedener Definitionen, umfasst das mechanistische Weltbild die Vorstellung, dass alle Vorgänge in der Natur durch mechanische Bewegungsgesetze über die sichtbare Materie, d. h. durch eindeutige, externe Kraftwirkung auf materielle Körper, bestimmt sind.
Weitergehende philosophische Auseinandersetzungen um das mechanistische Weltbild betreffen Spezialisierungen dieser allgemeinen Kennzeichnung „Bestimmung durch mechanische Gesetze“. Versteht man unter Mechanistik eine vollständige Bestimmung, so ist das Weltbild deterministisch und dasjenige Feld der physikalischen Größen, von denen hierbei gesprochen wird, gilt als abgeschlossen. Wird zudem die Materie systematisch durch die mechanischen Gesetze der Atome bestimmt, so ist der Mechanizismus eine speziell materietheoretische Auffassung und fällt mit der philosophischen Position des Materialismus zusammen. Von dieser Spezialisierung aus wird der Mechanizismus zu einer Gegenposition des Vitalismus: Demnach wird die Existenz geistiger Entitäten in der Wirklichkeit ausgeschlossen und vollständig auf leblose Materie reduziert.

## Geschichte
Das mechanistische Weltbild entstand in der frühen Neuzeit, breitete sich in sämtliche gesellschaftlichen, kulturellen und geistigen Lebensbereiche aus (Natur, Mensch, Gesellschaft, Staat, Seelenleben) und wurde schließlich zum Paradigma wissenschaftlicher Rationalität überhaupt. Legitimation für die Entwicklung waren nicht zuletzt gewisse Bibelaussagen wie die von der Gottebenbildlichkeit des Menschen (Genesis 1,27 ), des „macht euch die Erde untertan“ (Genesis 1,28 ), die theologisch begründete Herrschaft des Menschen über die Natur, der zufolge der Mensch Verfügungsgewalt über die Natur hat. Der Mensch als „maître et possesseur de la nature“ (Herr und Besitzer der Natur) wird zum Leitbild der neuzeitlichen Weltsicht.
Zeitlich ordnet man das mechanistische Weltbild dem 16.–19. Jahrhundert zu.

### Die Welt als Maschine (Uhrenvergleich)
Die Vorstellung von der „machina mundi“, der Weltmaschine, war über die Chalcidius-Übersetzung des platonischen Timaios (um 400 n. Chr.) ins Mittelalter gekommen, hatte damals aber noch organismische Bedeutung im Sinn eines „lebendigen, organischen Weltganzen“. Im Spätmittelalter erfuhr der Begriff eine Bedeutungsverschiebung hin zur Vorstellung von der unbelebten, toten Maschine, im weiteren Verlauf auch negativ zur geist- und seelenlos klappernden und ratternden Maschine.
Bei der Charakteristik der Welt als Maschine spielt insbesondere eine bestimmte „Maschine“ eine Rolle, und zwar die Uhr. Dabei wird die Welt mit einer Uhr verglichen, Gott erscheint als der allmächtige Uhrmacher. Ein früher Beleg für den Uhrenvergleich findet sich bei Nikolaus v. Oresme (14. Jahrhundert): „Denn würde einer nicht, wenn er eine Uhr herstellte, dafür sorgen, dass alle Bewegungen und Kreisläufe aufeinander abgestimmt sind? Um wie viel mehr ist das von jenem Architekten anzunehmen, von dem es heißt, er habe alles nach Maß, Zahl und Gewicht geschaffen“. Eine Briefstelle bei Kepler  (1605): „Mein Ziel ist es zu zeigen, dass die himmlische Maschine nicht eine Art göttliches Lebewesen ist, sondern gleichsam ein Uhrwerk …“ dokumentiert, dass der Bedeutungswandel des Maschinenbegriffs von der organischen Bedeutung (Lebewesen) zur unbelebten Bedeutung als technisches Uhrwerk vollzogen ist.
Bei Descartes (Meditationes de prima philosophia, 1641) wird die Maschinenvorstellung auf den menschlichen Körper übertragen und zum Wunderwerk der „Räderuhr“ in Beziehung gesetzt: „Ja, ebenso wie eine … Uhr, so steht es auch mit dem menschlichen Körper, wenn ich ihn als eine Art Maschine betrachte, die aus Knochen, Nerven, Muskeln, Adern, Blut und Haut … eingerichtet und zusammengesetzt ist …“. Descartes entwickelt eine ganz neuartige Sicht auf den menschlichen (und tierischen) Körper im Sinn einer selbständig funktionierenden Maschine (mechanistische Physiologie). Diese Auffassung spiegelt sich in dem späteren berühmten Buchtitel von La Mettrie L’homme machine (Der Mensch – eine Maschine) (1748). Da zu jener späteren Zeit die maschinelle Produktion aufkam, trat das Bild vom Zahnrad neben das Bild der Uhr, zum Zeichen für einen Mechanismus, bei dem ein Zahnrädchen ins andere greift.
Ihren prägnantesten Ausdruck fand die Uhrenvorstellung in den Großuhren, z. B. am Dom von Münster und am Dom von Straßburg. Sie zeigen nicht nur die Stunden an, sondern auch kalendarische Angaben zu Tag, Monat, Jahr, den Stand der Planeten, verbunden mit einem Glockenspiel und einem Reigen aus Kaiser, Fürst, Edelmann, Bürger. Sie sind damit ein Sinnbild der kosmischen Ordnung. Es ist daher nicht verwunderlich, dass gerade die Uhr, die Ordnung, Gliederung, Geregeltheit verkörpert, mit der ebenfalls geordneten, gegliederten und geregelten Welt verglichen wurde.
Auf Thomas Hobbes geht die Mechanisierung des Staatswesens zurück, indem er den Maschinenbegriff mitsamt der mechanistischen Methode auf Gesellschaft und Staat übertrug (Leviathan, 1651). Der Naturzustand erscheint bei Hobbes als schlecht, weil sich die Menschen auf Grund von Macht- und Gewinnstreben, Ehrgeiz und Eigennutz gegenseitig vernichten (homo homini lupus, der Mensch ist dem Menschen ein Wolf). Um dieser Konsequenz zu entgehen, schließen sich die Menschen in dem künstlichen Gebilde eines Staats zusammen, wobei alle Macht einem Souverän übertragen wird. Gemäß dieser Konzeption wird der Staat in das Bild einer überdimensionierten Maschine gekleidet, der Souverän übernimmt die Funktion eines Technikers, der diesen „Maschinenstaat“ kontrolliert.
Im 18./19. Jahrhundert schließlich wird die Maschinenvorstellung auf das Seelenleben übertragen (Mechanisierung des Seelenlebens). Beispiele hierfür sind aus der Frühzeit David Hume A Treatise of Human Nature (1738), aus der Spätzeit J.F. Herbarts mentale Physik Psychologie als Wissenschaft (1824/25). Das gesamte Seelenleben wird hier nach mechanistischen Regeln erklärt.
Am Anfang des 20. Jahrhunderts entwickelte der amerikanische Ingenieur und Unternehmer F. W. Taylor (1856–1915) eine Theorie zur Betriebsführung. Der sogenannte Taylorismus sieht genaue Arbeitsbeschreibungen und Zeitvorgaben (Einsatz der Stoppuhr) für die Verrichtung von Arbeitstätigkeiten vor. Die Vorstellung der Uhr taucht hier in der bezeichnenden Abart der Stoppuhr zur Bemessung von Vorgangszeiten wieder auf. Der Mensch wird in diesem Arbeitssystem zu einem „Zahnrad“ in einer riesigen Fertigungsmaschine. Fällt das Zahnrad aus, kann es problemlos durch einen anderen Menschen ersetzt werden. Mit der Entwicklung von Taylor drang die Maschinenvorstellung in die Organisationsform der Zusammenarbeit in der Arbeitswelt ein.

### Aufstieg der Mechanik
Geht man davon aus, dass sich das mechanistische Weltbild aus der Vorstellung von Gott als dem allmächtigen Uhrmacher und der Welt als mechanischer Uhr, als Produkt dieses göttlichen Uhrmachers, entwickelt hat, dann erscheint es sinnvoll, einen Blick auf die Geschichte der Uhr, insbesondere der mechanischen Räderuhr, zu werfen.
Zwischen 1000 und 1300 bemühten sich Tüftler in ganz Europa, die noch nach dem Prinzip der Intuition vorgingen, bei der Uhrenkonstruktion von der Abhängigkeit von natürlichen Energiequellen (Sonnenuhr, Wasseruhr, Sanduhr, Kerzenuhr) loszukommen und mechanische Zeitmesser zu entwickeln. Schließlich wurde irgendwo in Europa, wahrscheinlich im klösterlichen Bereich, das Prinzip der Räderuhr mit Waaghemmung erfunden. Erste Exemplare dieser Uhren hatten ein Läutwerk, aber wohl weder Zifferblatt noch Zeiger, und dienten als Weckinstrumente für die pünktliche Abhaltung liturgischer Gebete (horologium, clocke, zytglocke). Zifferblatt und Stundenzeiger kamen erst später hinzu, Minutenzeiger erst ab dem 17. Jahrhundert. Schon an den einzelnen Bauteilen, aus denen eine Räderuhr zusammengesetzt ist, kann man erkennen, dass es sich bei derartigen Uhren um komplizierte Konstruktionen handelt: Zuggewicht, Antriebswelle, Balkenunruh (Waag), Spindel, Kron-, Steig-, Spindelrad, Wellenachse, Zahnrad. Als älteste Groß-Räderuhren gelten die der Kathedrale von Exeter (1284), der St.-Pauls-Kathedrale von London (1286) sowie die der Kathedralen von Canterbury und von Sens (beide 1292). Dante verglich um 1320 in seiner Göttlichen Komödie einen paradiesischen Reigentanz mit dem Räderspiel einer Uhr. Auch bei der Einführung der Räderuhr macht sich der Vorsprung des Westens bemerkbar, die Entwicklung setzte in England, Spanien, Italien, Frankreich eher ein als in Deutschland. Die mechanische Uhr verbreitete sich derart epidemisch über ganz Europa, dass man geradezu von einem Beschaffungsboom sprechen muss.
Galileo Galilei kommt in der beginnenden Neuzeit das Verdienst zu, die gerade entstehende Wissenschaft der Technischen Mechanik auf eine formale mathematische Grundlage gestellt zu haben. Galilei gilt als wesentlicher Begründer der modernen Naturwissenschaften. Zum einen entwickelte er die heute noch maßgebliche Methode, bestehend aus der Kombination von eigener Beobachtung, gegebenenfalls anhand von geplanten Experimenten, mit möglichst genauer quantitativer Messung der beobachtbaren Größen und der Analyse der Messergebnisse mit den Mitteln der Mathematik. Zum anderen forderte er, den so gewonnenen Ergebnissen eine Vorrangstellung vor rein philosophisch oder theologisch begründeten Aussagen über die Natur zuzuerkennen. Isaac Newton schrieb mit der Erfindung der Infinitesimalrechnung basierend auf mechanischen Beobachtungen Wissenschaftsgeschichte. Christiaan Huygens erfand die Pendeluhr: dies war das erste Mal, dass die Funktionsweise einer neuen Uhr mathematisch präzise berechnet und mit Hilfe von geometrischen Konstruktionszeichnungen entwickelt wurde. Die Mitglieder der Familie Bernoulli, Leonhard Euler und Charles Augustin de Coulomb bereiteten im 18. Jahrhundert den Boden für die noch heute gültige Technische Mechanik, welche die Grundlage für viele Disziplinen der Technik bildet.

### Geschichte des Experiments
Karen Gloy definiert das (moderne) Experiment so, dass in der Regel von einem vorläufigen Theorieentwurf ausgegangen wird, um diesen anhand des Experiments zu verifizieren oder zu falsifizieren bzw. um zwischen konkurrierenden Modellen zu entscheiden.
Lässt man die Geschichte des Experiments im Hochmittelalter beginnen (z. B. Albert der Große, ca. 1200–1280) (von der Antike wird hier abgesehen), dann zeigt sich, dass das mittelalterliche Verständnis vom Experiment gemäß obiger Definition noch wenig Gemeinsamkeit mit dem modernen zeigt. Das lateinische Wort experimentum (experiri) war im Mittelalter gleichbedeutend mit Erfahrung, sinnlicher Wahrnehmung. Bei Albert bedeutet Experiment noch nicht viel mehr als die grundsätzliche empirische Ausrichtung: die eigene Erfahrung wird dem bloßen Glauben und dem blinden Vertrauen auf schriftlich oder mündlich Tradiertes entgegengesetzt.
Ein Fortschritt in der Experimentalanalyse findet sich erst bei Francis Bacon (1561–1626) (z. B. Novum Organon, 1620), auch wenn Bacon keine eigene Forschung betrieb, sondern mehr ein Wissenschafts-Manager war. F. Bacon kleidet seine Grundüberzeugung, nämlich dass der Mensch aufgrund seiner Vernunft zur Herrschaft über die Natur bestimmt sei, in das Bild von der Gerichtssituation: der forschende Mensch ist der Richter, die Natur sitzt auf der Anklagebank wie ein Angeklagter,
der sich weigert, die Wahrheit zu sagen, und der nur unter Anwendung von Gewalt dazu gebracht werden kann, mit der Wahrheit herauszurücken. Eine der Methoden, die Bacon entwickelte, ist die sogenannte Listenmethode. Es ist vorzugehen in dem Dreischritt: Beobachten → Beobachtungsdaten sammeln in Listen → Auswerten. Aus der Auswertung ergibt sich dann das (allerdings verbal formulierte) „Gesetz“. Bei dem Versuch einer Bewertung von Bacons Experimentalmethode im Licht der eingangs erwähnten modernen Definition des Experiments ergibt sich, dass Bacons Vorgehensweise eher eine instrumentelle Methodisierung des „alten“ Naturverstehens darstellt als die Anwendung von Experimenten im modernen Sinn, bei denen von einer vorgefassten Theorie ausgegangen wird, die dann durch das Experiment verifiziert oder falsifiziert werden soll.
Eine weitere Stufe der Entwicklung ist mit Galileo Galilei (1564–1642) erreicht. Zwei Innovationen gehen auf Galilei zurück, die unter dem Schlagwort der „Galileischen Wende“ in die Geschichte eingegangen sind. Die erste Innovation Galileis ist die Einschränkung (Reduktion) der Erklärungsgründe für ein Problem auf die quantitativen Bestimmungen unter Ausschluss der qualitativen Bestimmungen – und damit verbunden – deren exklusiv mathematische Formulierung: das Gesetz, das gefunden wird, wird nicht mehr verbal formuliert wie noch bei F. Bacon, sondern in Gestalt einer mathematischen Formel. Als Beispiel diene das Fallgesetz: es geht nicht mehr um „das Wesen“ des Falls, sondern die Fallbewegung wird in eine Reihe von Raum- und Zeitpunkten aufgelöst, so dass jedem Punkt der Wegstrecke ein bestimmter Moment der Zeitstrecke entspricht. Die dahinter stehende Regel, das Naturgesetz, wird in Form einer mathematischen Formel aufgeschrieben. Dieselbe Grundidee liegt auch der Entdeckung der analytischen Geometrie durch Descartes und der Erfindung der Differentialrechnung durch Newton und Leibniz zugrunde. Die zweite entscheidende Neuerung, die mit Galilei zum Durchbruch kam, ist die fundamentale Rolle des Experiments in methodentheoretischer Hinsicht. Sie entspricht im Wesentlichen der modernen Definition: Man geht von einer oder mehreren vorgeschlagenen Theorien aus und entwickelt ein Experiment zu dem Zweck, diese zu überprüfen, also zu bestätigen oder zu falsifizieren, oder um zwischen den konkurrierenden Theorien entscheiden zu können.

### Das neue Wissenschaftsideal
Francis Bacon hat in seinen Schriften Novum Organon (1620) und Nova Atlantis (1624) viele Merkmale zum ersten Mal beschrieben, die den geistigen Prototyp aller späteren wissenschaftlichen Einstellung, Teamarbeit und Forschungsinstitute abgeben.
Vier Bereiche (idola, Trugbilder) sind es, die den Menschen bei der Naturforschung behindern: die idola tribus (des Stammes), d. h. die Einschränkungen durch die menschliche Natur; die idola specu (der Höhle), das ist das, was man mit kultureller Prägung beschreiben könnte; die idola fori (des Marktes), verkehrter Sprachgebrauch, falsche Definitionen, leere Wortgefechte; die idola theatri (des Theaters), das Verhaftetsein in bestimmten philosophischen Systemen.
Bacon stellte nicht nur Überlegungen zur Methode in den Einzelwissenschaften an, sondern auch solche zur Methode interdisziplinärer Forschung und zum Prinzip der modernen Arbeitsteilung (Teamwork) in der Forschung: während eine Gruppe Materialien sammelt und Recherchen durchführt, führt eine andere Gruppe Experimente durch, wieder eine andere analysiert und tabelliert die Versuchsergebnisse, und noch eine andere denkt über praktische Anwendungsmöglichkeiten nach.
Bedeutsam und zukunftsweisend sind in den genannten Werken darüber hinaus Überlegungen zu Umfang und Ausmaß experimenteller Betätigung, und vor allem zu Manipulation und zu künstlich-technischen Eingriffen in die Natur, z. B.: künstliche Erzeugung von Licht, Wärme, Wind, Schnee; Bau von Türmen zur Beobachtung des Wetters; Anlage künstlicher Quellen, Brunnen, Seen; Züchtung und Manipulation von Pflanzen und Tieren auf dem Weg der Kreuzung, Pfropfung u. ä.; Züchtung ertragreicher und weniger ertragreicher Arten (Prinzip der Gewinnmaximierung); Züchtung von Zwergwuchs und Riesenformen; sogar Züchtung von gewissen Gemütsarten (z. B. Hunde zur Hetzjagd oder zum Hüten von Schafen); Züchtung von „Schlangen, Würmern, Mücken und Fischen aus verwesenden Stoffen“.
Was hier von Bacon als Wissenschafts- und Fortschrittsziel proklamiert wird, entspricht offensichtlich einem Wunschtraum der Menschheit: die totale Manipulation der Natur, die künstliche Herstellung aller Dinge. Bei F. Bacon zeigen sich zum ersten Mal die Fundamente des modernen Verfügungswissens gegenüber dem traditionellen Orientierungswissen. Über der Faszination der künstlichen Beherrschung der Natur durch Wissenschaft und Technik, wie sie für Bacon und das mechanistische Zeitalter symptomatisch ist, wurden die negativen Auswirkungen übersehen, die schon damals – wenngleich in geringerem Ausmaß als heute – sichtbar waren (z. B. die durch Waldrodung bedingte Verkarstung der Böden; Wasser-, Luftverschmutzung).

### Weitere Entwicklung der mechanistischen Weltsicht
Für die Entwicklung vom mechanistischen zum systemischen Naturverständnis sind nach Willy Obrist folgende Gründe zu nennen:
- Der Aufstieg des Energie-Begriffs seit der 2. Hälfte des 19. Jahrhunderts. Hatte man ursprünglich noch Energie und Materie unterschieden, so entstand durch die Entdeckung von Albert Einstein (1879–1955), dass Materie und Energie letztendlich dasselbe sind, die Überzeugung, die gesamte raumzeitliche Wirklichkeit lasse sich auf Energie bzw. energetische Prozesse zurückführen.

- Die Entwicklung von der starren zur statistischen Auffassung der Kausalität: Hatte man bis zum 19. Jahrhundert die Kausalität in Form von starren Ursache-Wirkung-Ketten aufgefasst, so musste man aufgrund der Entdeckungen Max Plancks (1858–1947) akzeptieren, dass im subatomaren Bereich nicht mehr das einzelne Partikel erfasst werden kann, sondern nur noch große Gruppen. Gemessene Wirkungen waren somit als Gruppenwirkungen aufzufassen. Dadurch wurde die starre Sicht der Kausalität von der statistischen abgelöst.

- Das Aufkommen der Kybernetik: Als die Regelung, das Geregelt-Sein vieler Naturvorgänge inklusive des Vernetzungsdenkens die Aufmerksamkeit auf sich zog, bildete sich diese neue Richtung der Wissenschaft – quer durch viele Disziplinen hindurch. Als Begründer gilt der amerikanische Mathematiker Norbert Wiener (1894–1964). Siehe auch Künstliche Intelligenz.

- Die Entstehung der Chaosforschung: Damit zerbröckelte die lineare Vorstellung der Naturprozesse. Erkenntnisse aus der Chaosforschung ergaben, dass Naturprozesse nicht linear verlaufen, d. h., dass Prozesse in der Regel an einen Punkt gelangen, an dem sie in verschiedene, nicht vorhersehbare Richtungen umschlagen können. Aufgrund der Einsicht, dass selbst einfache Naturprozesse nicht linear verlaufen, musste man die Hoffnung, künftige Entwicklungen der Natur exakt voraussagen zu können, aufgeben: damit war dem Determinismus endgültig der Boden entzogen.

- Herausbildung des System-Begriffs: Damit wurde seit Mitte des 20. Jahrhunderts der entscheidende Schritt zu einer grundlegend neuen Sichtweise der Natur getan. Ein System kann umschrieben werden als dynamisches, ganzheitliches Gebilde, das – zumindest von der Stufe des Lebendigen an – die Fähigkeit hat, sich unter Aufrechterhaltung der Ganzheit zu transformieren. Als Beispiel mögen die höheren Lebewesen dienen, die sich vom Embryo über die Kindes- zur Jugendform, danach über die Erwachsenen- zur Altersform transformieren. Für solche Vorgänge passen die Bilder vom mechanischen Uhrwerk, Zahnrad oder von der Dampfmaschine nicht. Die systemische Sichtweise hat inzwischen sowohl in den Natur- wie in den Kulturwissenschaften die ältere mechanistische Sichtweise abgelöst.

### Beispiel: Geschichte der Biologie
Ein aufschlussreiches Beispiel dafür, dass es zu jeder Weltsicht immer „erbitterte Gegner“ gibt, liefert die Geschichte der Biologie. Die Geschichte der Biologie ist geprägt von endlosen Auseinandersetzungen zwischen den Mechanisten und den Vitalisten. Die Mechanisten vertreten die Ansicht, Leben sei letztlich nichts anderes als Mechanik, wobei Lebewesen häufig als Maschinen beschrieben, ja mit Maschinen identifiziert werden. Die Vitalisten dagegen sehen das Leben sozusagen „von oben“ bestimmt durch eine Vitalkraft, die die „Beseeltheit“ alles Lebenden zum Ausdruck bringen soll.
Im 17. Jahrhundert interpretierte G.A. Borelli (1608–1679) die Konstruktion des Menschen als eine Arbeit leistende Skelett-Muskel-Maschine. Diese Auffassung gipfelt im 18. Jahrhundert in dem umstrittenen Werk des französischen Arztes J.O. de La Mettrie (1709–1751) L’homme machine (Der Mensch – eine Maschine, 1747). Im 19. Jahrhundert führte Charles Darwin mit seiner Selektionstheorie die Evolution der Lebewesen auf die natürliche Auslese, also ein mechanisch wirkendes Prinzip zurück. Aus Opposition zu der mit der neuzeitlichen Naturwissenschaft aufblühenden mechanistischen Sichtweise entwickelten die Vitalisten im 18. und 19. Jahrhundert auf breiter Basis die sogenannten Lebenskraftlehren, aus der Überzeugung heraus, dass sich nicht alle Lebenserscheinungen rein physikalisch (mechanisch) erklären lassen. Um 1900 etablierte sich aus heftigem Widerstand gegen den Mechanismus heraus der Neovitalismus, unter dem Eindruck, dass bestimmte Probleme der Genetik und der Evolutionsforschung durch den mechanistischen Ansatz nicht befriedigend erklärt waren. Hans Driesch (1867–1941) erneuerte den Gedanken an die Entelechie, Henri Bergson (1859–1941) sprach vom elan vital (Lebensschwungkraft). Um 1950 schlug das Pendel dann wieder ins andere Extrem um, als mit der Begründung der Molekularbiologie, v. a. dann mit der Entzifferung des genetischen Codes, das Geheimnis der Reproduktion und Vererbung im Bereich des Lebendigen gelüftet wurde. Fortan, und bis heute, deklarierten sich viele Biologen als Vertreter eines „Molekularmechanismus“, wonach das Leben doch letztlich nur wieder eine Sache der Chemie und der Physik sei.
Nach Wuketits wurde der Dualismus Mechanismus vs. Vitalismus schließlich durch die systemtheoretische Betrachtungsweise, wie sie z. B. Ludwig v. Bertalanffy (1901–1972) vertritt, überwunden. Der systemtheoretische Lebensbegriff besagt, dass das Leben trotz seiner physikalisch-chemischen Grundlagen nicht restlos auf Physik und Chemie reduziert werden kann. Damit wird ein neuer Lebensbegriff sichtbar und eine Philosophie des Lebendigen möglich, die die alten Gegensätze überwunden hat.

## Rezeption
Nach Hannah Arendt ist das Uhrengleichnis als evidentes Paradigma für das mechanistische Weltbild anzusehen. Ein früher Beleg für den Uhrenvergleich stammt aus dem 14. Jahrhundert (Nikolaus von Oresme). Die Natur wird als Produkt eines göttlichen Herstellers angesehen. Andererseits symbolisiert dieses Anschauungsmodell die beginnende Vergöttlichung des Homo faber. Die Begrenztheit der Naturerkenntnis habe in diesem etwas starren mechanistischen Bilde eben noch verharrt.